# دوزا
دوزا (به ژاپنی: 銅座 Dōza)، انحصار مس یا صنف مس (زا (اصناف)) مورد تأیید رسمی شوگون‌سالاری توکوگاوا بود: ۱۸۶  که در ۱۶۳۶ و (۱۷۰۱–۱۷۱۲، ۱۷۳۸-۱۷۴۶-۱۷۳۸-۱۷۴۶) ایجاد شد.
در ابتدا، شوگون‌سالاری توکوگاوا علاقه‌مند به تضمین ارزش ثابت سکه‌های مسی ضرب‌شده بود؛ و این منجر به احساس نیاز به رسیدگی به عرضه مس شد.
این عنوان باکوفو (شوگون‌سالاری) یک آژانس نظارتی را با مسئولیت نظارت بر ضرب سکه‌های مسی و نظارت بر تمام معادن مس، استخراج مس و فعالیت‌های استخراج مس در ژاپن مشخص می‌کند.